# 찬란한 슬픔
찬란한 슬픔은 1968년 공개된 대한민국의 영화이다.

## 배역
- 신영균
- 윤정희
- 신성일